# Victor Moses
Victor Moses (født 12. december 1990 i Kaduna) er en nigeriansk fodboldspiller, der spiller som kantspiller eller angriber hos Championship-klubben Luton Town F.C.. Han har tidligere spiller for Chelsea som han kom til i sommeren 2012 fra Wigan Athletic, hvor han spillede i halvandet år, hvortil han blev købt for 2,5 millioner pund hos Crystal Palace.
Moses kom som elleveårig til England og viste snart sit store fodboldtalent, der i 2005 medførte, at han første gang blev udtaget til et engelsk ungdomslandshold, og han fik adskillige kampe gennem årene, til han i 2010 debuterede på U/21-holdet. I 2012 udnyttede han imidlertid sin nigerianske afstamning og fik debut for Nigerias A-landshold.
Som med så mange andre fodboldspillere af afrikansk afstamning, er der sået tvivl om troværdigheden ved Moses' alder. Den officielle fødselsdato er dog fortsat 12. december 1990.